# 黑画事件

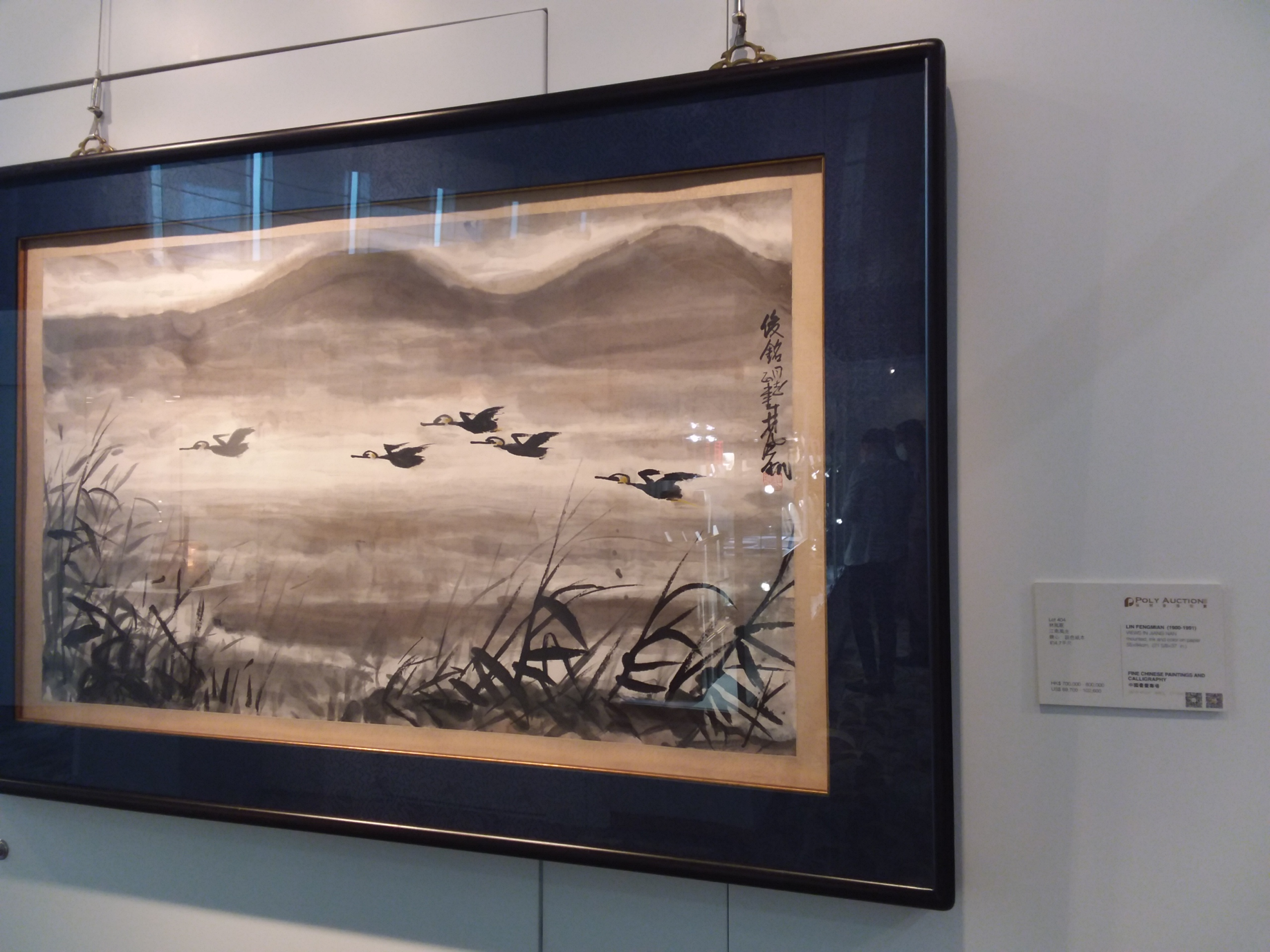
被打成仇视社会主义“黑画家”的林风眠的作品。林风眠的部分画作被点名批判为“黑山恶水”。

“黑画”事件，又称批“黑画”运动，是中国大陆文化大革命时期的一场政治运动。1974年1月起的数月间，姚文元、江青等人发动对“有问题”的中国画进行批判，并将数百幅画作以“黑画”的名义在人民大会堂、中国美术馆等地展出，供中央首长审查、工农兵革命群众参观批判。“黑画”并无统一定义，但大多被指是在歪曲、丑化或攻击社会主义和无产阶级专政，或是在迎合西方资产阶级和修正主义，或是在怀念林彪。该运动殃及整个中国大陆美术界，包括李可染、黄永玉、林风眠、丰子恺、李苦禅在内的上百位画家受到牵连，其中黄永玉的画作《猫头鹰》被列为“黑画展览会”的榜首。“黑画”事件与批林批孔运动相关，矛头暗指时任国务院总理周恩来。

## 历史

### 背景

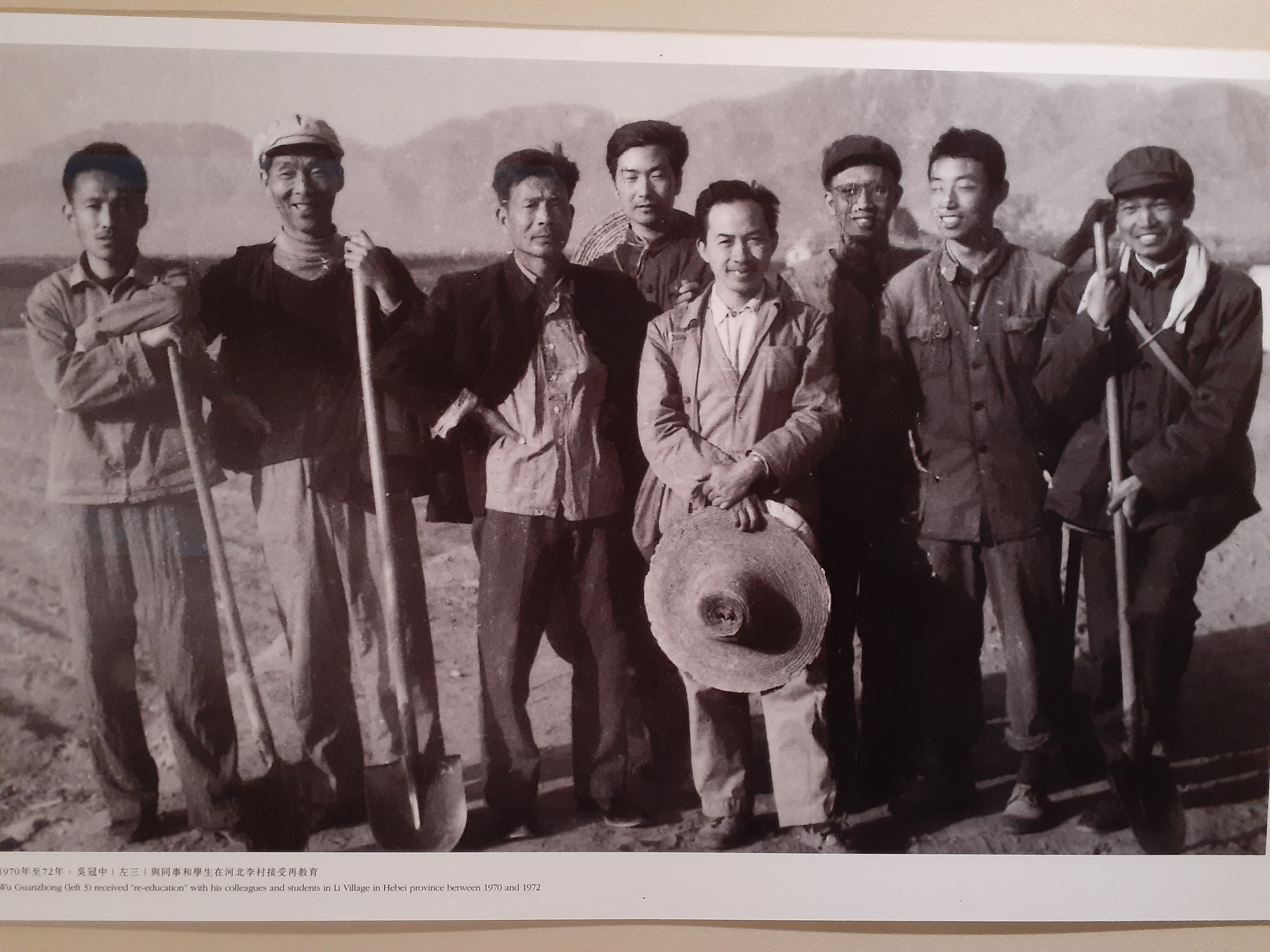
文革期间，知名画家吴冠中（左三）与同事及学生在河北接受“再教育”

1966年，毛泽东等人在中国大陆发动了文化大革命。早在1964年，江青、康生等人就对已故国画大师齐白石进行批判，到了文革早期，齐白石被“打倒”，黄胄则成为第一个被公开批判的“黑画家”。文革后期，1971年至1973年间，考虑到在外交活动中不可将“最高指示”强加于人，时任国务院总理周恩来曾多次指示：各大饭店布置的美术作品，要有民族风格和时代精神，要能体现我国的艺术水平。与此同时，周恩来等人主持了对外经贸的恢复发展，1972年恢复对外出口，周恩来、李先念等人认为出口画作可以赚到外汇，但革命宣传画鲜有人买，于是便印制刊物大量发表李可染等艺术家的画作。其中包括由中国轻工业品进出口公司上海市工艺品分公司编印的《中国画》画册，八开彩印，中英文对照，系配合出口的宣传品。
1971年“九一三事件”后，周恩来以1972年尼克松访华的外交需要为名，将一些知名画家如吴作人、李可染、李苦禅等从下放地调回北京。周恩来指出，接待外宾和华侨、港澳台同胞的宾馆到处挂毛主席像和《毛泽东语录》不妥。被调回的画家当时大多在为一些宾馆作画，故又被称为“宾馆画派”；其中有一批被安排为北京饭店新楼进行美术装饰，楼内中央大厅一幅围绕四周的《新长江万里图》大画则由袁运甫、吴冠中、祝大年和黄永玉负责。1973年10月，黄永玉在一次为此而进行的周游写生期间，偶然在画家许麟庐的家中，应邀为宋文治在一个册页上画了一幅后来被列为“黑画”之首的《猫头鹰》。

### 过程
1973年11月23日晚，时任国务院文化组副组长王曼恬（毛泽东的表侄女）、文化组美术口负责人高锦德、邵宇等人在北京友谊宾馆的一次碰头会上，首次提出“黑画”的问题，此后四人帮的势力展开了全国性的“黑画”追查活动。同年12月15日，《人民日报》发表了署名“初澜”的文章《要重视文化艺术领域的阶级斗争》，其中提道：
被推翻的地主资产阶级是不肯轻易地放弃他们的思想文化阵地的，在某些角落，他们还在负隅顽抗。例如，有些地方，还有人演坏戏，说坏书，唱坏歌，隐蔽地或公开地同无产阶级争夺思想文化阵地。...... 要发动广大群众自觉地起来抵制坏戏、坏书、坏歌、坏画的传播，用社会主义文艺去占领阵地，这样，才能有效地捍卫和发展无产阶级文化大革命的胜利成果。
1974年1月2日，姚文元在上海严厉批判《中国画》画册，这被认为是 “黑画事件”的正式开端。在上海市委的一次会议上，姚文元指责这本画册是“黑山黑水”、“复辟逆流”、是“迎合西方资产阶级和修正主义的货色，是一本地地道道的‘克己复礼’画册”。批“黑画”运动与“批林批孔批周公”挂钩，矛头指向周恩来。 1974年春节前，王曼恬带领一批亲信到北京饭店、六国饭店等处挑选“黑画”，开始筹划“反击美术领域文艺黑线回潮”的“黑画”展览。还派人去全国十几个省、市搜罗“黑画”。而至于什么画是“黑画”，并无明确标准。他们挑选了200多幅，于2月中旬起在北京举行了一个“黑画展”，名曰“批林批孔联系美术战线实际”，在人民大会堂和中国美术馆两地举行（一说，3月底先在人民大会堂展出，专供中央首长审查；4月初又在中国美术馆展出，供工农兵革命群众参观批判）。
与此同时，3月29日《北京日报》发表题为《评为某些饭店宾馆创作的绘画》的文章，第一次把对“黑画”的讨伐公之于众，除了批判黄永玉的《猫头鹰》，文章还讨伐了宗其香、李可染、吴作人等画家的作品。4月5日，《北京日报》发表了北京饭店开展批判“黑画”活动的相关报道，题为《联系实际狠批“克己复礼” 坚决反击文艺黑线回潮》，这篇报道中写道：
中央工艺美院的同志给这个饭店送来了两张大字报，针对饭店在筹备新建大楼房间陈设装饰工作中，找人画的国画，出现部分黑画、坏画的问题，尖锐批评饭店领导为文艺黑线回潮开绿灯的严重错误。这两张革命大字报对饭店领导震动很大。他们当天晚上召开党委会……还组织职工看了黑画、坏画展览，大家看了黑画、坏画以后非常气愤，很快掀起了批判高潮，在两周之内写出二百六十多份批判稿，召开了九次批判大会，七十多人发了言。
批“黑画”运动还扩散到了上海、陕西、湖北等地，各地报刊出现了大量批判文章，殃及整个美术界，上百位画家受到牵连，许多画家被扣上“黑画家”、“反动画家”的帽子而受到批判。仅陕西一省即有20多位画家被扣上这些帽子，其中包括时任中国美术家协会陕西分会主席石鲁，陕西有关部门还专门成立了批判“反动画家”石鲁筹备组，并调集西安大专院校几十名政治、文学、历史和美术界的学者来批注石鲁的所谓“黑画”，搞出了一本《石鲁反动字画批注》。

### 结束

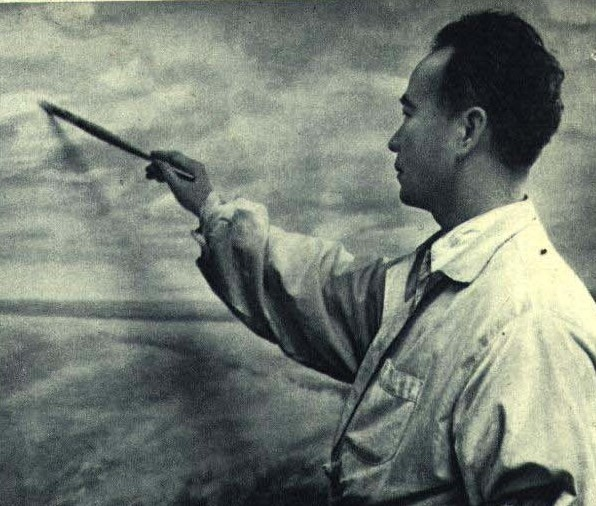
被批为“黑画家”的吴作人

1974年4月，批“黑画”运动到达高潮之时，毛泽东对批“黑画”问题发表了“最高指示”，认为：“国画，大泼墨嘛，怎么能不黑呢？... 猫头鹰就是一只眼开一只眼闭的。” 此后，批“黑画”运动逐渐冷却，但直到1974年底，依然有少数批判文章出现。1974年11月26日，《人民日报》发表署名“小峦”的文章《时代的画卷  战斗的艺术——〈全国美术作品展览〉观后》，以下面这种形式提到了“黑画”批判：
林彪反党集团利用美术颠倒历史，树碑立传，为其在政治上“克己复礼”制造反革命舆论。林彪反党集团被粉碎后，美术界一小撮别有用心的人，继续利用绘画兴风作浪，歪曲丑化社会主义现实，发泄他们对党对社会主义的不满和仇恨，不久前被揭露和批判的一些黑画就是这样的货色。在他们的笔下，光明变成了黑暗，幸福变成了灾难。批林批孔运动广泛开展以来，广大工农兵群众和革命美术工作者以马克思主义、列宁主义、毛泽东思想为指导，批判了刘少奇、林彪的修正主义文艺路线，批判了形形色色的修正主义文艺思潮，批判了资产阶级利用美术革命。通过这场斗争，增强了革命团结，扩大了队伍，推动了美术革命。经验证明，大好形势是从斗争中取得的。

## “黑画”批判典例
黄永玉的《猫头鹰》被列为“黑画展览会”的榜首，有文献记载这幅作品被定性为“天字第一号反革命黑画”。黄永玉因此和家人被关进了牛棚。1974年3月29日，《北京日报》发表题为《评为某些饭店宾馆创作的绘画》的文章，认为：
你看，这幅睁一只眼闭一只眼的猫头鹰，不是充分暴露了炮制者仇恨社会主义革命现实，仇恨无产阶级文化大革命的敌对情绪吗？这幅黑画的炮制者在无产阶级文化大革命前就曾炮制过一系列以动物为题材的反动寓言，恶毒攻击无产阶级在上层建筑领域里的专政是什么蜘蛛的“罗网”，谩骂大跃进好像“拉磨的驴”只能在原地转圈，等等。就是这个人，对无产阶级文化大革命中革命群众对他的批判，一直心怀不满，甚至在图章上刻上“无法无天”的字样，妄想否定无产阶级专政的法，变社会主义的天。《猫头鹰》这株毒草正是炮制者这种反动心理的集中表露。
《中国画》画册里有一幅题为《迎春》的图画，作者为陈大羽，画的是迎春花前引颈高鸣的公鸡。对此，姚文元写下了这样的批示：
这幅画在画幅的上端画了几枝淡淡的迎春花，整幅画突出地描绘了一只怒气冲冲的公鸡。这只公鸡嘴紧闭，冠高竖，颈羽怒张，双爪抓地，翻着白眼怒目而视，尾巴翘到了天上去，完全是一副随时准备向‘春天’飞扑过去的那种恶狠狠的神气和架势。……这哪里是在迎春，完全是对社会主义的春天，对无产阶级文化大革命后所出现的欣欣向荣的景象的极端仇视。在这只怒气冲冲、尾巴翘到天上去了的公鸡身上，寄托了今天社会上一小撮‘复辟狂’的阴暗心理，他们不甘心自己的失败，随时随地准备同无产阶级决一死战。”

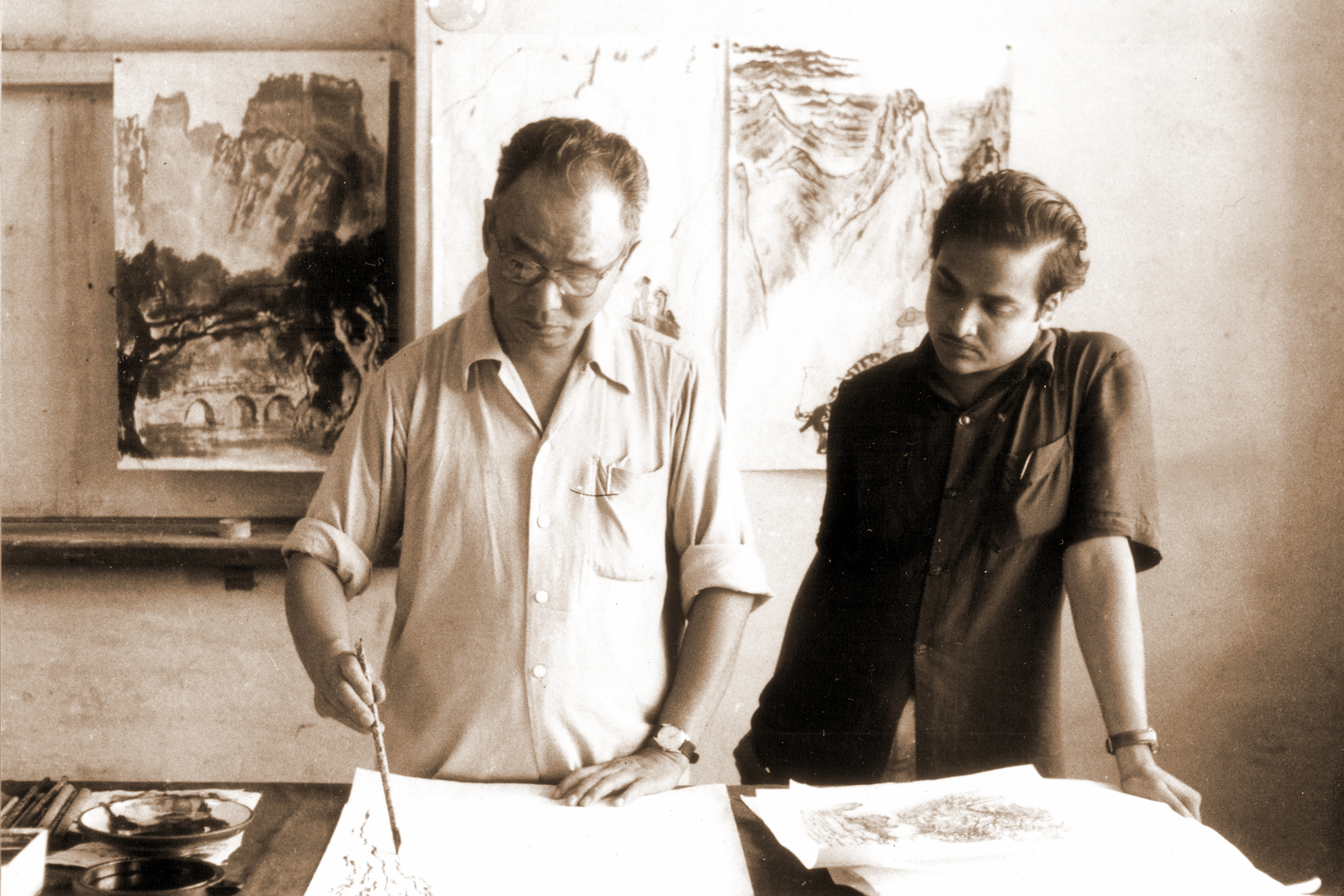
李可染（左）以山水画见长。

1974年5月31日，上海《文汇报》发表署名“林承复”的《“黑山恶水”藏祸心》一文，集中在对李可染的作品进行批判：
摆在我们面前的是一册《中国画》，首先映入眼帘的是封面上的一滩墨墨，细一看，原来是一幅题为《山水》的中国画。这样一幅“黑山恶水”画，居然放在封面上，居然还占据了封面的三分之二的版面，可见编印者是何等器重了...... 你看，在这幅画面上，近处，怪石林立，鬼影幢幢，黑暗一片，阴森可怖；远处，狼牙齿一般的荒山秃岭，缠绕着紫灰色云雾，仅有的一线天空却是乌云滚滚，压抑得透不过气来。山下一条弯弯扭扭的污水浊流，歪歪斜斜地画了几条有气无力的破帆小舟，整个画面畸形怪状，黑山黑水，乱涂一通，看了令人毛骨悚然。也在这本画册里，有一幅题为《黄山》的山水画，是这位“名家”在一九六三年的旧作，也同样如此。画中间黑糊糊一堆，在秃山乱石上点缀着几棵稀稀拉拉的枯树，左下角还着意经营，画了一角苍白的古亭，再加上个被丑化得似鬼的小人，更是黑上加丑，不堪入目。在炮制者的笔下，秀丽葱郁的黄山竟被糟蹋成这幅样子！

## 延伸阅读
- 李辉：《拼贴风中碎片（一） ——追寻“文革”初期的美术风云》（存档），《书城》第二十九期，2008年10月号。香港中文大学。
- 《许麟庐作品曾被批黑画》（存档），《北京晚报》。新浪，2011年08月16日。
- 《李辉对话黄永玉：艺术需要真诚和良心》（存档），《新京报》，2012年09月28日。
- 月雅书画：《回忆：1974年批“黑画”事件》（存档）。搜狐，2017年09月13日。
- 宋永进：《林风眠当时为何画 “黑画”？》（存档），雅昌艺术网。中华网，2018年01月29日。